# Sideritis hyssopifolia
Syderitis hissopifolia, conocida como té de roca o de montaña en la cordillera Cantábrica, es una planta de la familia de las labiadas que crece en pastizales de alta montaña, sobre roquedos calizos. Está extendida de España hasta Italia.

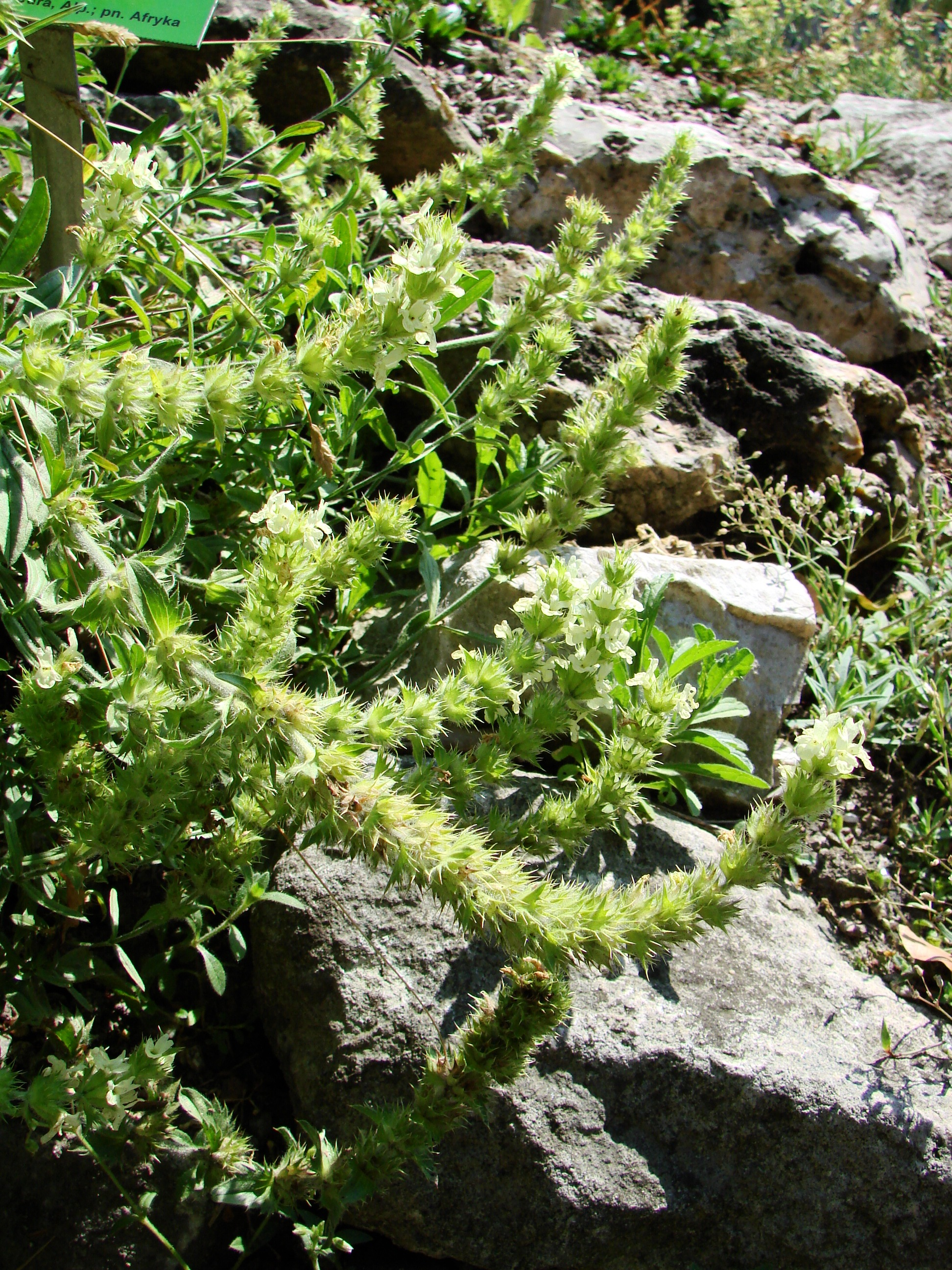
Vista de la planta

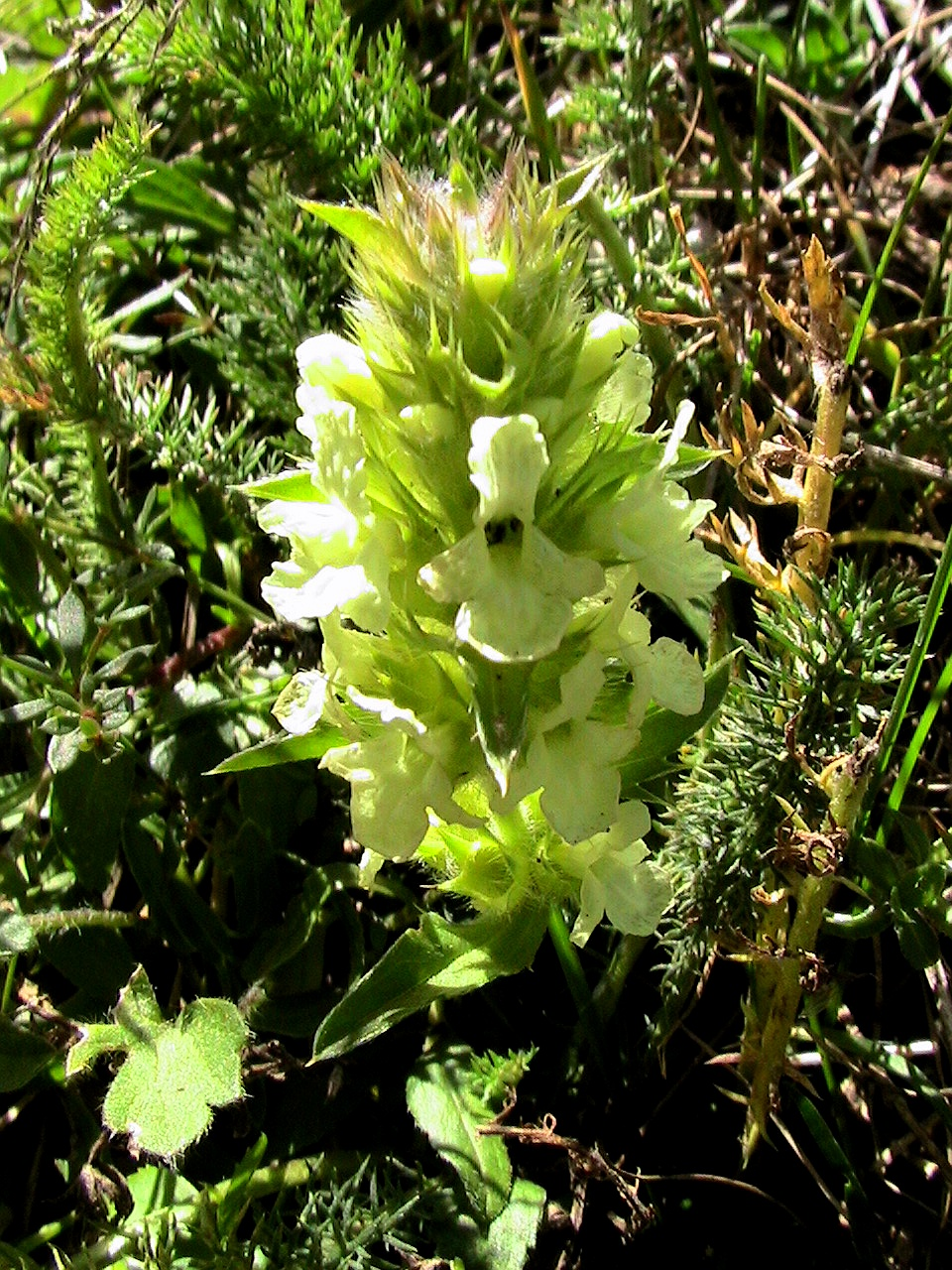
Detalle

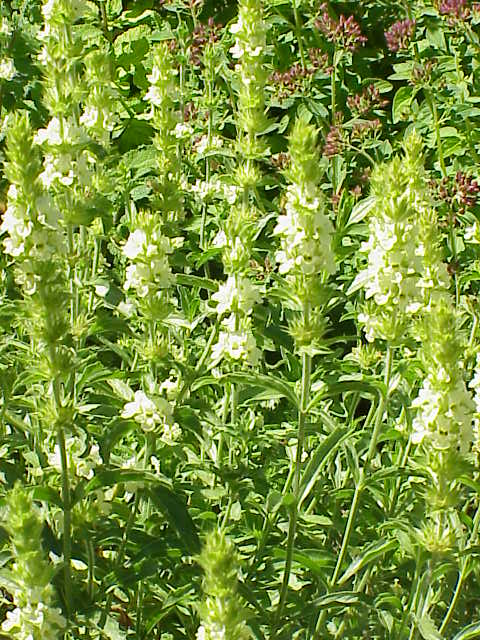
En su hábitat

## Descripción
Se trata de una planta leñosa que normalmente no supera los 40 cm de altura y crece formando matas; posee pequeñas flores amarillas en forma de espiga. Es muy popular por sus usos medicinales en la región norte de España, utilizándose como digestivo, antidiarreico y tónico. La medicina popular ha utilizado la planta en infusión, tintura e incluso en ramilletes aromáticos dada su agradable fragancia.
Su aprovechamiento o recolección incontrolados puede poner en riesgo la supervivencia de las poblaciones por lo que en Castilla y León se encuentra en el catálogo de flora protegida como Especie de aprovechamiento regulado, lo que significa que debe evitarse la recolección de la planta en estado silvestre. Esto sucede con frecuencia en el Valle del Rudrón y en la Sierra de Híjar donde, es una especie esquilmada por los buscadores.

## Taxonomía
Sideritis hyssopifolia fue descrita por  Carlos Linneo y publicado en Species Plantarum 575. 1753.
Etimología
Ver: Sideritis
hyssopifolia: epíteto latíno que significa "con las hojas de Hyssopus".
Variedades y Sinonimia
- Sideritis scordioides var. angustifolia Benth., Labiat. Gen. Spec.: 578 (1834).
- Sideritis scordioides var. hyssopifolia (L.) Mutel, Fl. Franç.: 42 (1836).

subsp. alavesa Obón & D.Rivera, Phanerog. Monogr. 21: 247 (1994). Del norte de España
subsp. castellana (Sennen & Pau) Malag., Collect. Bot. (Barcelona) 38: 681 (1967). Del norte de España y los Pirineos.
- Sideritis castellana (Sennen & Pau) Sennen & Elias, Bol. Soc. Ibér. Ci. Nat. 31: 116 (1934).
- Sideritis brevispica Sennen & Elias, Bol. Soc. Ibér. Ci. Nat. 31: 115 (1934).

subsp. caureliana Obón & D.Rivera, Phanerog. Monogr. 21: 264 (1994). Noroeste de España.
- Sideritis caureliana (Obón & D.Rivera) Coulomb, Étude Sideritis Français 2: 31 (1999).

subsp. eynensis (Sennen) Malag., Collect. Bot. (Barcelona) 38: 680 (1968). de los Pirineos.
- Sideritis eynensis Sennen, Bol. Soc. Ibér. Ci. Nat. 31: 119 (1932 publ. 1934).
- Sideritis pyrenaica Poir. in J.B.A.M.de Lamarck, Encycl., Suppl. 2: 383 (1811).
- Sideritis mariae Sennen, Bol. Soc. Ibér. Ci. Nat. 31: 120 (1932 publ. 1934).

subsp. guillonii (Timb.-Lagr.) Nyman, Consp. Fl. Eur., Suppl. 2: 253 (1890). De Francia y España.
- Sideritis guillonii Timb.-Lagr., Mém. Acad. Sci. Toulouse, VII, 4: 382 (1872).
- Sideritis brachystachys Gand., Fl. Eur. 17: 285 (1889), opus utique oppr.

subsp. hyssopifolia. De España a Italia.
- Sideritis scordioides L., Syst. Nat. ed. 10, 2: 1098 (1759).
- Sideritis alpina Vill., Hist. Pl. Dauphiné 2: 373 (1787).
- Sideritis foetida Desf., Tabl. École Bot.: 59 (1804).
- Sideritis fetida Poir. in J.B.A.M.de Lamarck, Encycl., Suppl. 2: 382 (1811).
- Sideritis spinosa Benth., Cat. Pl. Pyrénées: 121 (1826).
- Sideritis patula Dulac, Fl. Hautes-Pyrénées: 411 (1867), nom. illeg.
- Sideritis chamaedryoides Dufour ex Willk. & Lange, Prodr. Fl. Hispan. 2: 455 (1868).
- Sideritis integrifolia Jord. & Fourr., Ann. Soc. Linn. Lyon, n.s., 17: 137 (1869), nom. nud.
- Sideritis jurana Jord. & Fourr., Ann. Soc. Linn. Lyon, n.s., 17: 137 (1869), nom. nud.
- Sideritis longicaulis Jord. & Fourr., Ann. Soc. Linn. Lyon, n.s., 17: 136 (1869), nom. inval.
- Sideritis lucida J.Gay ex Nyman, Consp. Fl. Eur.: 584 (1881).
- Sideritis grandis Gand., Fl. Eur. 17: 285 (1889), opus utique oppr.
- Sideritis latiuscula Gand., Fl. Eur. 17: 285 (1889), opus utique oppr.
- Sideritis pilibunda Gand., Fl. Eur. 17: 285 (1889), opus utique oppr.
- Sideritis platystachya Gand., Fl. Eur. 17: 285 (1889), opus utique oppr.
- Sideritis remotior Gand., Fl. Eur. 17: 285 (1889), opus utique oppr.
- Sideritis vagans Gand., Fl. Eur. 17: 285 (1889), opus utique oppr.
- Fracastora scordioides (L.) Bubani, Fl. Pyren. 1: 453 (1897).

subsp. peyrei (Timb.-Lagr.) Briq., Lab. Alp. Mar.: 340 (1893). Del sur de Francia.
- Sideritis peyrei Timb.-Lagr., Mém. Acad. Sci. Toulouse, VII, 4: 383 (1872).
- Sideritis alpina Pourr., Mém. Acad. Sci. Toulouse 3: 328 (1788), nom. illeg.
- Sideritis gouanii Timb.-Lagr., Mém. Acad. Sci. Toulouse, VII, 4: 382 (1872).
- Fracastora alpestris Bubani, Fl. Pyren. 1: 456 (1897).
- Sideritis pavillardii Sennen, Bull. Soc. Bot. France 73: 664 (1926 publ. 1927).
- Sideritis longifolia Sennen, Bol. Soc. Ibér. Ci. Nat. 31: 118 (1932 publ. 1934).
- Sideritis pastoris (Sennen) Sennen, Bol. Soc. Ibér. Ci. Nat. 31: 375 (1932).
- Sideritis vidalii (Sennen) Sennen, Bol. Soc. Ibér. Ci. Nat. 31: 371 (1932).
- Sideritis bastanitsensis Sennen, Diagn. Nouv.: 39 (1936).

subsp. santanderina D.Rivera & Obón, Phanerog. Monogr. 21: 236 (1994). del norte de España.
- Sideritis cantabrica Sennen & Elias, Bol. Soc. Ibér. Ci. Nat. 31: 114 (1934).

subsp. somedana Obón & D.Rivera, Phanerog. Monogr. 21: 259 (1994). del sur de Francia y norte de España.
- Sideritis crenata Lapeyr., Hist. Pl. Pyrénées: 331 (1813).

subsp. vizcaina Obón & D.Rivera, Phanerog. Monogr. 21: 244 (1994). De Vizcaya.

## Nombres comunes
- Castellano: hisopillo, rabo de gato, samarilla blanca, siderita, té, té amarillo, té de la peña, té de lastra, té del puerto, té de monte, té de roca.[4]